# Aviacsa
Aviacsa foi uma empresa do México fundada em 1990 que encerrou suas atividades em 2011. 

## Frota

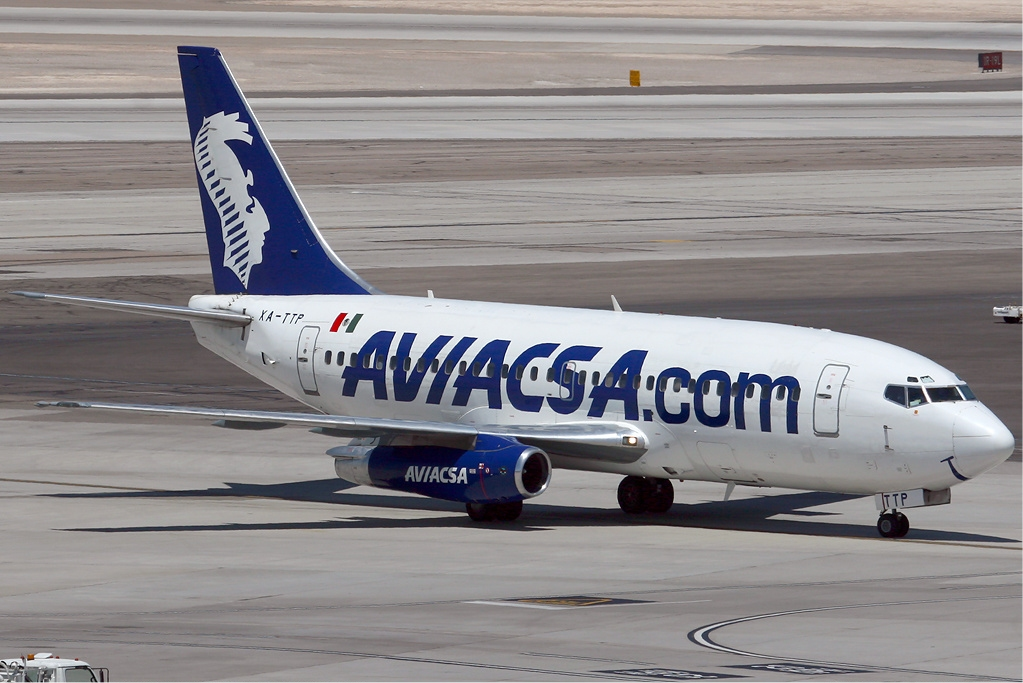
Boeing 737-200 da Aviacsa.

Em 2011.
- 20 Boeing 737-200